# Brinckochrysa pulchella
Brinckochrysa pulchella är en insektsart som beskrevs av Hölzel 1987. Brinckochrysa pulchella ingår i släktet Brinckochrysa och familjen guldögonsländor. Inga underarter finns listade i Catalogue of Life.